# Mission to Mars (parcs Disney)
Pour l’article homonyme, voir Mission to Mars (film).
Ne doit pas être confondu avec Objectif Mars.
Mission to Mars est une attraction fermée des parcs à thèmes Disneyland et Magic Kingdom, ouverte en 1975.
L'attraction a été conçue en coopération avec la NASA et est principalement une version corrigée et mise à jour de l'attraction précédente Flight to the Moon. Les visiteurs embarquent dans une fusée pour l'espace puis atteignent la surface de la planète Mars.

## Description
Les visiteurs entraient dans une zone d'observation appelée Mission Control (un avant-spectacle) et étaient présentés à un audio-animatronic nommé Mr Johnson (et non plus Tom Morrow, malgré certains ouvrages). Ce dernier expliquait comment l'homme a fait de nombreuses avancées dans les voyages spatiaux et a appris à vivre avec les effets de l'espace. Johnson montrait ensuite les travaux à bords du vaisseau spatial dans lequel le visiteur allait embarquer. On pouvait noter la présence, nouvelle, d'une femme parmi les membres de Mission Control.
Ensuite les visiteurs pénétraient dans une salle circulaire, un théâtre hémisphérique de type planétarium, équipé d'écrans sous le sol du projecteur. Ces écrans servaient de hublots durant le vol vers la planète rouge. L'officier troisième échelon Collins était l'agent de vol et expliquait les buts de la mission.
Durant le vol, un accident survenait à cause d'une éruption volcanique martienne endommageant le vaisseau et le contraignant à rentrer sur Terre. Les sièges étaient munis de coussins à air comprimé qui simulaient les vibrations du vol, la gravité lors de l'hyper-espace et du décollage-atterrissage.
Le mot de la fin, lancé par l'officier Collins était de « revenir rapidement car il y a plein d'autres choses à découvrir sur Mars ».

## Les attractions

### Disneyland
L'attraction était une simple version revue et corrigée de Flight to the Moon, qui présentait une vision imaginaire de la colonisation de la lune par l'homme.
L'attraction disparut d'abord des brochures en 1991 avant de fermer début novembre 1992, remplacée par ExtraTERRORestrial Alien Encounter selon la volonté de Michael Eisner. C'était une partie du projet controversé Disney Decade qui fut un échec.
Parallèlement à Alien Encounter, l'attraction The Timekeeper et un spectacle nommé Plectu's Fantastic Galactic Revue devaient voir le jour dans le cadre du projet Tomorrowland 2055 dont l'inauguration était prévue en 1995. Ce projet fut abandonné en 1993 en raison des problèmes financiers rencontrés par Euro Disney : près d'un milliard de dollars de dette.
Eisner dut restreindre les budgets : l'ouverture de Tomorrowland 2055 fut d'abord repoussé de l'automne 1994 au printemps 1997 avant d'être abandonné. Le nouveau projet donna naissance à l'attraction tout autant controversée, Rocket Rods.
Le bâtiment fut transformé en restaurant italien : le Redd Rockett's Pizza Port en mai 1998.
- Ouverture : 21 mars 1975[2]
- Fermeture : 2 novembre 1992[2]
- Conception : WED Enterprises
- Partenaire : McDonnell-Douglas
- Durée : 15 minutes
- Capacité : 100 places
- Ticket requis : D
- Type d'attraction : Théâtre circulaire avec des fauteuils à gonflés à l'air
- Situation : 33° 48′ 42″ N, 117° 55′ 01″ O
- Attractions précédentes :
  - Rocket to the Moon : 17 juillet 1955 à 1966
  - Flight to the Moon : de Juillet 1967 à Janvier 1975
- Attractions suivantes :
  - Toy Story Funhouse (un spectacle) 1996
  - Redd Rockett's Pizza Port (un restaurant italien) depuis le 22 mai 1998

### Magic Kingdom
L'attraction ouverte quatre ans après l'ouverture du parc a été fermée en 1993 mais n'a été remplacée qu'en 1995 par ExtraTERRORestrial Alien Encounter à l'occasion du Nouveau Tomorrowland qui vit aussi l'arrivée de The Timekeeper.
- Ouverture : 7 juin 1975[2]
- Fermeture : 4 octobre 1993[2]
- Conception : WED Enterprises
- Partenaire : McDonnell-Douglas (1975-1980)
- Durée : 15 minutes
- Capacité : 2 x 162 personnes (avant-spectacle et théâtre)
- Ticket requis : D
- Type d'attraction : Théâtre circulaire avec des fauteuils à gonflés à l'air
- Situation : 28° 25′ 07″ N, 81° 34′ 47″ O
- Attractions précédentes :
  - Flight to the Moon 24 décembre 1971 à 1975
- Attractions suivantes :
  - ExtraTERRORestrial Alien Encounter 20 juin 1995 au 12 octobre 2003
  - Stitch's Great Escape! 16 novembre 2004 à aujourd'hui

## Anecdotes
- Le personnage de Mr Johnson est souvent associé à Tom Morrow, ayant le même rôle dans Flight to the Moon[1]. Ce dernier a aussi été plusieurs fois repris dans d'autres attractions comme Innoventions.
- Le réalisateur Brian De Palma a démenti que son film Mission to Mars ait été inspiré de cette attraction dont il n'avait même pas connaissance lorsqu'il l'a réalisé ; l'expression Mission to Mars étant de toute manière, selon lui, utilisée pour nommer de multiples choses de par le monde[3].